# Andricus seminationis
Andricus seminationis är en stekelart som först beskrevs av Giraud 1859.  Andricus seminationis ingår i släktet Andricus, och familjen gallsteklar. Arten är reproducerande i Sverige.